# Bukit Merah
Bukit Merah, también conocido como Redhill, es un área de planificación situada en la parte sureña de la Región Central de Singapur. El área de planificación limita con Tanglin al norte, Queenstown al oeste y las áreas de planificación Downtown Core, Outram y Singapore River del Área Central al este. También comparte un límite marítimo con el área de planificación de las Islas del Sur hacia el sur. Bukit Merah está conectado a la isla Sentosa a través de Sentosa Gateway, Sentosa Broadwalk, Sentosa Express y el teleférico .
El área de planificación de Bukit Merah también incluye dos islas cercanas a la costa que están conectadas al continente por carretera, a saber, Pulau Brani y la isla Keppel. Es el área de planificación más poblada de la Región Central, y la duodécima área de planificación más poblada del país en general, albergando a más de 150.000 residentes.

## Etimología
Bukit Merah se traduce como “colina roja” en malayo y es una referencia al suelo laterítico de color rojo que se encuentra en la colina. Según Sejarah Melayu, Singapur solía estar plagado de peces espada que atacaban a las personas que vivían en las regiones costeras. Un joven llamado Hang Nadim propuso una solución ingeniosa: construir un muro de tallos de plátano a lo largo de la costa en la actual ubicación de Tanjong Pagar.
Cuando los peces espada atacaron, sus hocicos quedaron atrapados en los tallos. Con el problema del pez espada resuelto, Hang Nadim se ganó el gran respeto del pueblo, pero también los celos de los gobernantes. El cuarto rey de Singapura, Paduka Seri Maharaja, finalmente ordenó su ejecución, y se dice que su sangre empapó el suelo de la colina donde fue asesinado, dando origen a la colina de color rojo.
La colina fue finalmente recortada hasta su estado actual en 1973, cuando dio paso a Redhill Close y lo que eventualmente se convertiría en la ahora desaparecida Escuela Secundaria Henderson. Durante su existencia, un cementerio chino estaba situado en el reverso de esta colina, que hoy es la ubicación de Tiong Bahru.

## Historia
El puerto de Keppel se remonta al siglo XIV, cuando un antiguo viajero chino, Wang Dayuan, nombró al puerto "Long-Ya-Men" o "Puerta de los Dientes de Dragón" en honor a dos afloramientos rocosos ubicados cerca del Parque Labrador, que se parecían a dientes de dragón. Los dos afloramientos rocosos fueron posteriormente volados por el agrimensor de los asentamientos del estrecho, John Thomson, en agosto de 1848 para ampliar la entrada de un nuevo puerto.
Los primeros registros de la existencia de Bukit Merah aparecen en los Anales malayos; la ciudad tuvo un papel enorme en el comercio marítimo temprano del Reino de Singapur.
El monte Faber antiguamente era conocido como colina Telok Blangah. Su nombre fue cambiado a Monte Faber después de que el capitán Edward Faber cortara el camino hasta la cima en 1845 para establecer una estación de señales. El sitio del Hospital General de Singapur se remonta a 1882. El Parque Natural del Labrador fue utilizado como puesto de defensa en el siglo XIX hasta la Segunda Guerra Mundial.
El suelo rojo y fértil de la ciudad se aprovechó con gran eficacia cuando era un distrito rico en cultivos de gambier durante el dominio colonial británico.
Incluso antes de la industrialización de Jurong, Bukit Merah ya tenía una pequeña ventaja en el emergente mercado de la industria pesada en Singapur. Las primeras fábricas de ladrillos y molinos surgieron en los barrios de Henderson Hill y Redhill ya en la década de 1930.
La ciudad también alberga el primer complejo de viviendas del país, Tiong Bahru, que fue desarrollado por el Singapore Improvement Trust en el contexto de una población en rápido crecimiento en el Singapur de la posguerra. La finca se convirtió más tarde en la base de lo que eventualmente sería la primera ciudad nueva de la República, Queenstown.

## Geografía

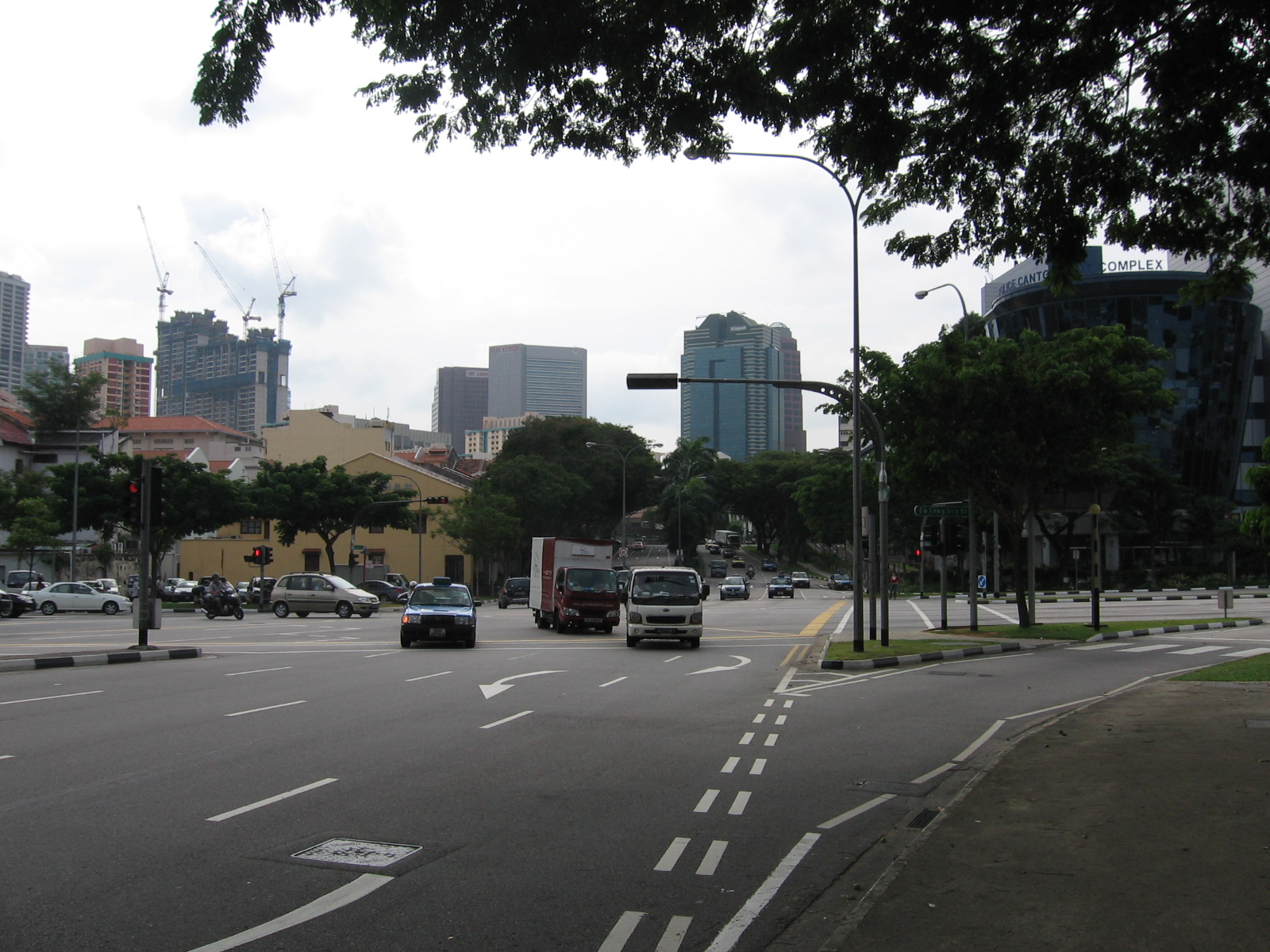
La línea fronteriza Bukit Merah–Central Area a lo largo de Outram Road vista desde Bukit Merah.

Según los diversos planes maestros establecidos por la Autoridad de Reurbanización Urbana, Bukit Merah está delimitado por el Canal Alexandra y el río Singapur al norte y HarbourFront y Keppel Bay al sur, Kim Seng Road, Outram Road y Cantonment Road al este y Alexandra Road al oeste. Hay varias subzonas dentro del área de planificación, a saber, Alexandra, Bukit Ho Swee, Bukit Merah, City Terminals, Depot Road, Everton Park, HarbourFront, Henderson Hill, Redhill, Singapore General Hospital, Telok Blangah y Tiong Bahru.

### Subdiviciones
| Nombre de las subdivisiones | Ubicación                                                                                | Estructuras notables | Forma de acceso                                                                        |
| --------------------------- | ---------------------------------------------------------------------------------------- | --- | -------------------------------------------------------------------------------------- |
| Alexandra                   | Áreas alrededor de Alexandra Road, Jalan Bukit Merah, Jalan Rumah Tinggi y Hoy Fatt Road | Alexandra Primary School, Alexandra Central, Alexandra Village, AIA Building e IKEA Alexandra | Labrador Park MRT station, Redhill MRT station y autobuses                             |
| Bukit Ho Swee               | Áreas alrededor de Jalan Bukit Ho Swee y Delta                                           | Beo Crescent Market, Havelock Food Centre, Kim Seng Community Centre y Singapore Examinations and Assessment Board | Tiong Bahru MRT station, Havelock MRT station y autobuses                              |
| Bukit Merah                 | Áreas alrededor de Bukit Merah Central                                                   | Bukit Merah Town Centre, Bukit Merah Bus Interchange, Bukit Merah Polyclinic, Former HDB Centre, Bukit Merah Secondary School y Gan Eng Seng Primary School                                                                   | Autobuses                                                                              |
| City Terminals              | Pulau Brani y áreas cerca de Keppel Harbour                                              | Port of Singapore Keppel Terminal, Police Coast Guard Headquarters and St. James Power Station | Keppel MRT station (próximamente) y autobuses. Keppel Terminal es una área restringida |
| Depot Road                  | Áreas alrededor de Depot Road                                                            | Central Manpower Base, Defence Science and Technology Agency, Depot Heights Shopping Centre, ISS International School y The Interlace                                                                                         | Autobuses                                                                              |
| Everton Park                | Delimitada por Cantonment Road, Neil Road, Keppel Road                                   | Cantonment Primary School, Former Tanjong Pagar railway station, Kampong Bahru Bus Terminal y Police Cantonment Complex | Cantonment MRT station (próximamente), autobuses                                       |
| HarbourFront                | Bukit Merah South                                                                        | HarbourFront Bus Interchange, HarbourFront Centre, Singapore Cruise Centre y VivoCity | HarbourFront MRT station, autobuses, cable car, Sentosa Express                        |
| Henderson Hill              | Bukit Merah West                                                                         | Bukit Merah West NPC, Delta Sports Complex, Gan Eng Seng School, Henderson Community Club y Tiong Bahru Park | Autobuses                                                                              |
| Redhill                     | Northwestern Bukit Merah                                                                 | Redhill Market and Food Centre, Leng Kee Community Centre y Enabling Village | Redhill MRT station, autobuses                                                         |
| Singapore General Hospital  | Bukit Merah East                                                                         | Duke-NUS Graduate Medical School, Health Promotion Board, Health Sciences Authority, Outram Community Hospital & SingHealth Tower, Outram Polyclinic y Singapore General Hospital                                             | Outram Park MRT station, autobuses                                                     |
| Telok Blangah               | Bukit Merah South                                                                        | Blangah Rise Primary School, CHIJ St. Theresa's Convent, Mount Faber Park, Radin Mas Community Club, Radin Mas Primary School, Tang Gah Beo Temple, SAFRA Mount Faber, Telok Blangah Community Club y Telok Blangah Hill Park | Telok Blangah MRT station, autobuses                                                   |
| Tiong Bahru                 | Área delimitada por Jalan Bukit Ho Swee, Outram Road, CTE, AYE y Lower Delta Road        | Tiong Bahru Community Centre, Tiong Bahru Market, Tiong Bahru Plaza y Zhangde Primary School | Tiong Bahru MRT station, autobuses                                                     |

## Transporte

### Mass Rapid Transit
La estación de MRT de Outram Park fue la primera estación que se inauguró en el área de planificación en 1987, seguida por la estación de MRT homónima de Redhill y la estación de MRT de Tiong Bahru en 1988. En la actualidad, hay 7 estaciones de MRT que dan servicio al área de planificación a través de 4 líneas: la línea Este-Oeste, la línea Circle, la línea Noreste y la línea Thomson-East Coast. La estación de MRT HarbourFront es una estación de intercambio entre la línea Noreste y la línea Circle, que también es la terminal actual de ambas líneas. La estación de MRT de Outram Park fue inicialmente una estación de intercambio de doble línea entre las líneas Este-Oeste y Noreste, pero se convirtió en una estación de intercambio de triple línea después del inicio de la tercera etapa de la línea Thomson-East Coast en 2022. Las 7 estaciones son:
- Havelock
- Outram Park
- Tiong Bahru
- Redhill
- Labrador Park
- Telok Blangah
- HarbourFront

Las futuras estaciones que se encuentran actualmente en construcción incluyen:
- Keppel
- Cantonment

Las futuras estaciones, Keppel y Cantonment, estarán ubicadas dentro de la nueva ciudad como parte de la Etapa 6 de la línea Circle que se completará en 2026.

### Autobús
En la ciudad nueva hay dos intercambiadores de autobuses y una terminal de autobuses. El intercambiador de autobuses de Bukit Merah, que sirve a Bukit Merah, está ubicado en el centro de la ciudad de Bukit Merah. El servicio número 132 conecta el intercambiador con la estación MRT de Redhill, mientras que los servicios de autobús 5, 16 y 851 conectan el intercambiador con la estación MRT de Tiong Bahru. Hay dos servicios de alimentación que se originan en el intercambiador que sirve a la zona de Telok Blangah. El intercambiador de autobuses HarbourFront está ubicado en la parte sur de Bukit Merah y da servicio a servicios cercanos como el HarbourFront Centre y VivoCity, el centro comercial más grande de Singapur. La terminal de autobuses de Kampong Bahru está ubicada a lo largo de Spooner Road, cerca de las inmediaciones del Hospital General de Singapur.

## Educación

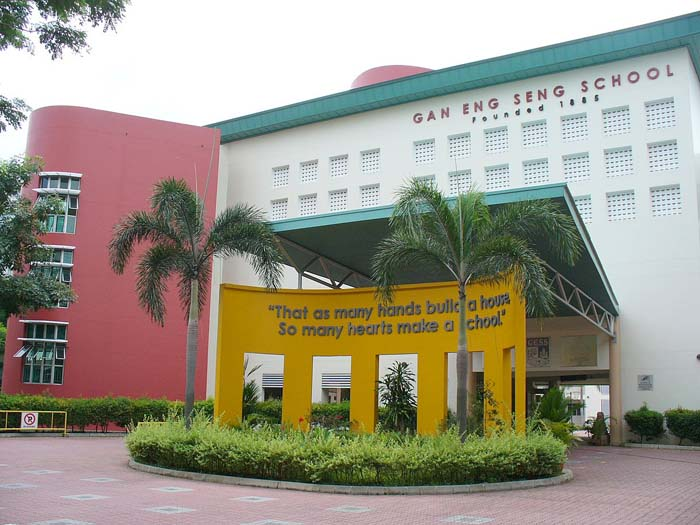
La escuela Gan Eng Seng es una de las escuelas más antiguas de Singapur. Se encuentra a lo largo de Henderson Road.

### Escuelas primarias
- Alexandra Primary School
- Blangah Rise Primary School
- Cantonment Primary School
- CHIJ Kellock
- Gan Eng Seng Primary School
- Radin Mas Primary School
- Zhangde Primary School

### Escuelas secundarias
- Bukit Merah Secondary School
- CHIJ St. Theresa's Convent
- Crescent Girls' School
- Gan Eng Seng School

### Instituciones terciarias
- Facultad de Medicina de Posgrado de Duke-NUS

### Otras escuelas
- Academia de profesores de Singapur (AST)
- Escuela Tanglin de la APSN
- Escuela Internacional ISS (Campus de Preston)
- Colegio universitario del Norte de Londres (Singapur)
- Colegio Internacional Shelton

## Comodidades

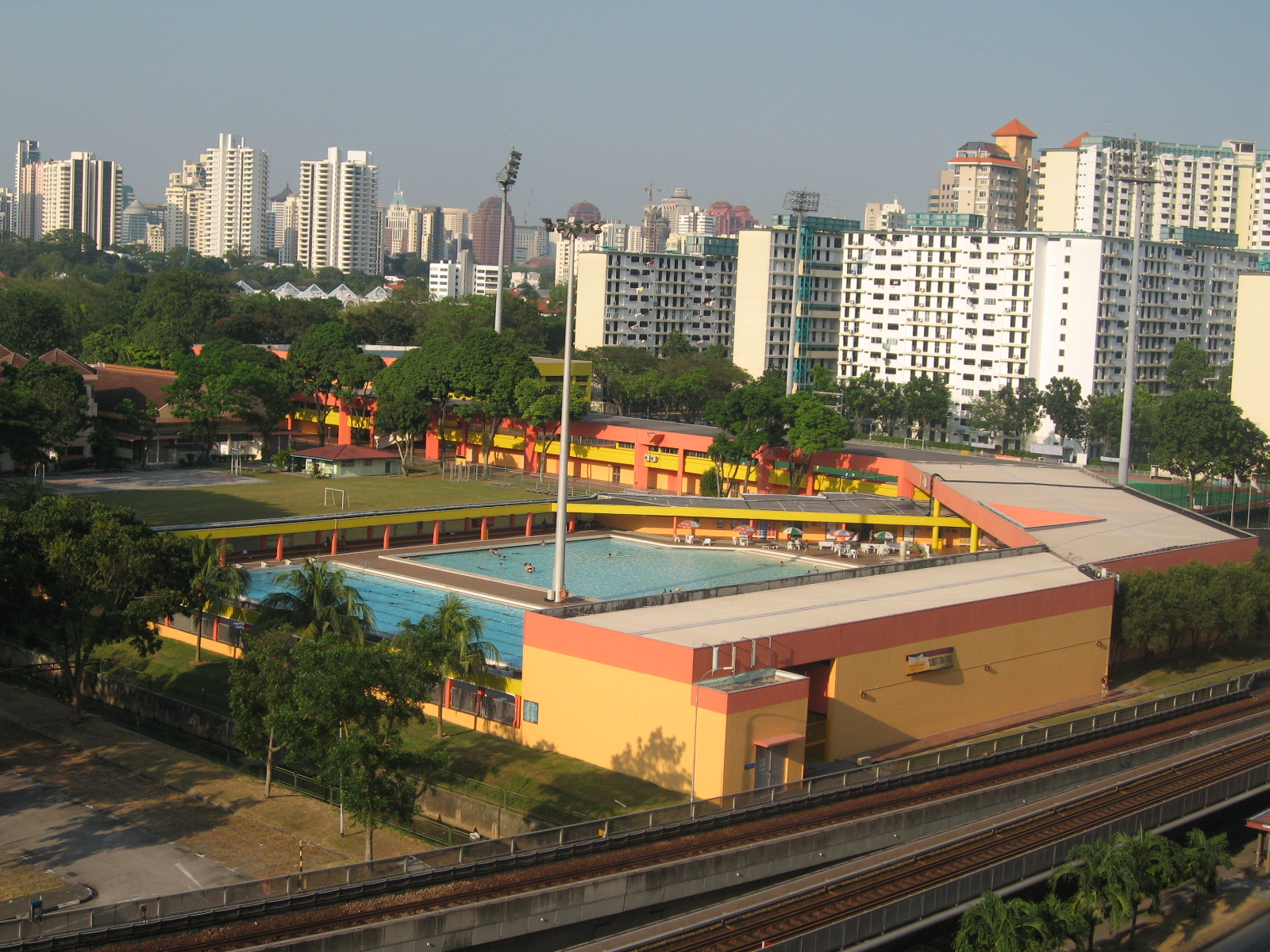
Complejo deportivo Delta

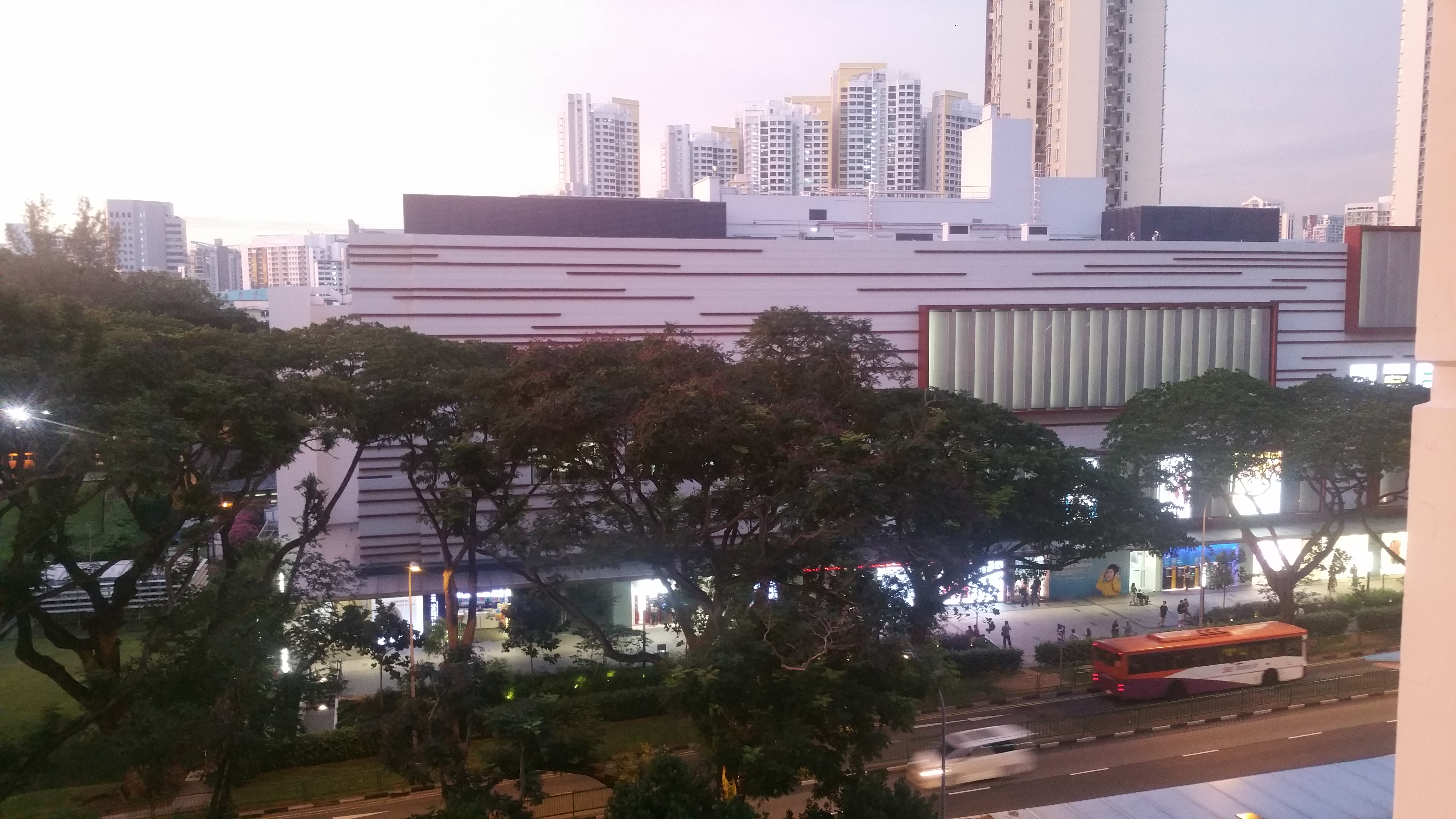
La fachada principal de Tiong Bahru Plaza, después de su remodelación en 2016.

### Lugares de culto

#### Templos budistas
- Templo budista tailandés Wat Ananda Metyarama
- Templo budista Kwan Yam Theng
- Centro de la Comunidad Budista del Oeste, en el edificio Yeo

#### Templos chinos
- Templo Ban Siew San Kuan Imm (1880)
- Templo de Giok Hongtian (1887)
- Templo de Hock Teck Tong (1932)
- Templo de Kai San (1904)
- Templo Kim Lan Beo (1830, reubicado en 1984)
- Templo de Leng San Teng (1879)
- Templo Koon Seng Ting (1880)
- Templo de Lei Yin (1957)
- Templo Qi Tian Gong (1920)
- Templo Qi Tian Tan (1949)
- Templo Tai Yeong Kon (1947)
- Templo Tang Gah Beo
- Templo Telok Blangah Ting Kong Beo (1923)

#### Templos de clanes chinos
- Templo Lim See Tai Chong Soo Kiu Leong Tong
- Templo de San Jiang Gong Ci

#### Templos chinos combinados
- Templo Chia Leng Kong Heng Kang Tian
- Chin Leng Keng (Leng San Teng, Chin Lin Keng y Ban Sian Beo)
- Templo de Liang Hong Sze Kong Hock Keng Heap Hoe Keng

#### Iglesias
- Asamblea de Dios Gracia 1
- Iglesia de Dios de Singapur
- Iglesia de Santa Teresa
- Iglesia de los marineros daneses
- Iglesia Metodista de la Gracia
- Iglesia Metodista Tamil Pasir Panjang
- Iglesia de San Mateo
- Iglesia Metodista China Telok Ayer

#### Templos hindúes
- Templo Sri Ruthra Kaliamman

#### Mezquitas
- Mezquita Masjid Al-Amin
- Mezquita Masjid Jamiyah Ar-Rabitah
- Mezquita Masjid Kampong Delta
- Mezquita Temenggong Daeng Ibrahim

#### Templos Sikh
- Gurdwara Sahib Silat Road

### Centros comerciales
- Alexandra Central
- Centro comercial Alexandra
- Centro comercial Concorde
- Centro comercial Depot Heights
- Centro HarbourFront
- Plaza Tiong Bahru
- VivoCity

### Parques

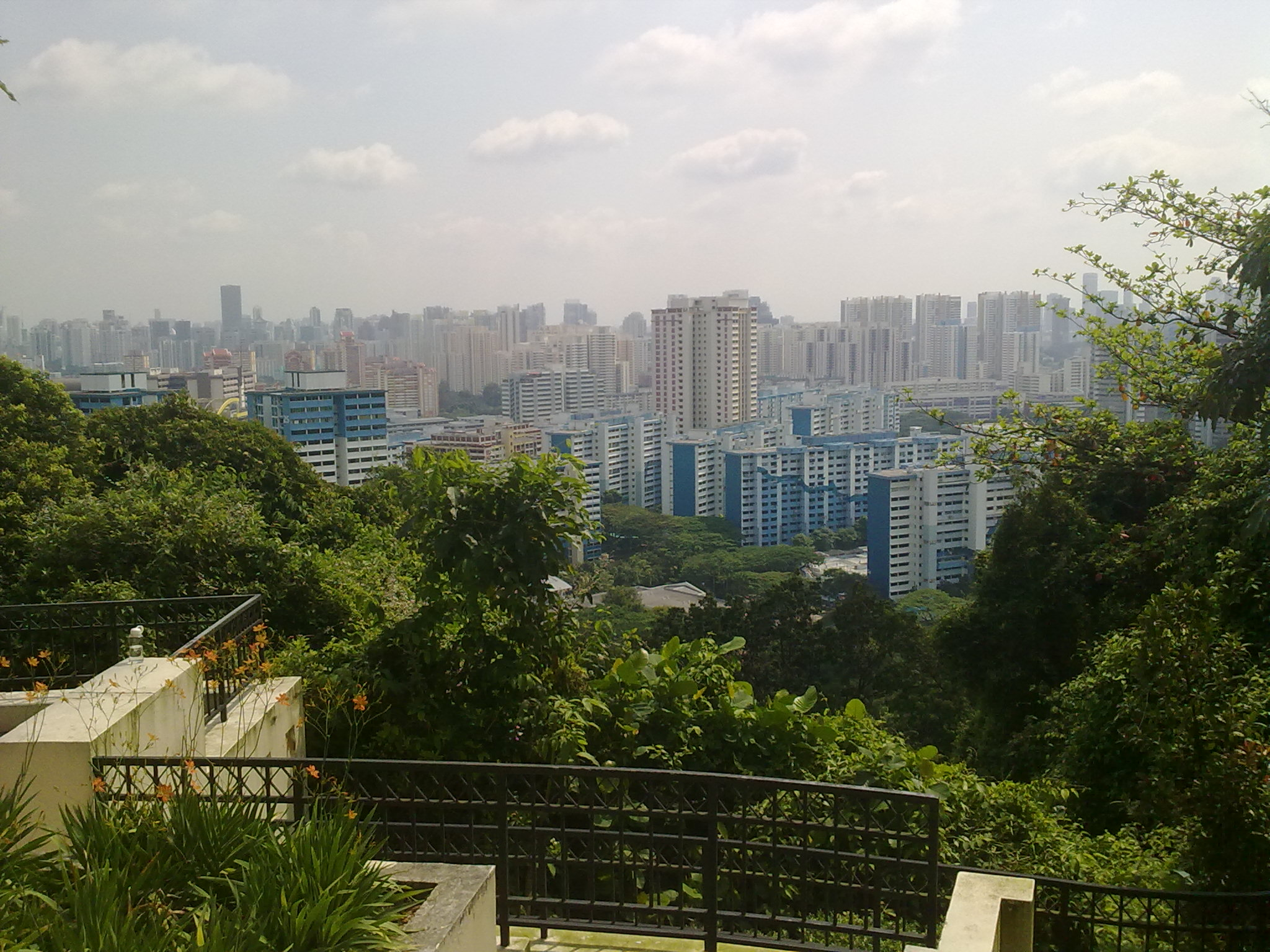
Vista panorámica de Bukit Merah, con la Zona Central al fondo, desde el Monte Faber.

- Parque lineal del canal de Alexandra
- Parque del barrio de Alexandra Hill East
- Parque de la colina Bukit Purmei
- Parque Henderson
- Reserva natural del Labrador
- Parque del Monte Faber
- Parque ecológico Rumah Tinggi
- Parque de la colina Telok Blangah
- Parque Tiong Bahru

### Centros/clubes comunitarios
- Centro comunitario de Bukit Merah
- Club comunitario de Henderson
- Centro comunitario Kim Seng
- Centro comunitario Leng Kee
- Club comunitario Radin Mas
- Club comunitario de Telok Blangah
- Centro comunitario de Tiong Bahru

### Instalaciones deportivas
- Complejo deportivo Delta
- SAFRA Monte Faber
- Centro de estilo de vida deportivo

## Política
Bukit Merah pertenece a seis divisiones políticas en cuatro distritos electorales. Una gran parte de Bukit Merah está bajo Tanjong Pagar GRC con algunas áreas bajo Jalan Besar GRC, Radin Mas SMC y West Coast GRC, atendidos por el Partido de Acción Popular. A partir de las elecciones generales de 2020, los miembros del Parlamento de Tanjong Pagar GRC son Indranee Rajá para la división Tanjong Pagar-Tiong Bahru, Joan Pereira para la división Henderson-Dawson y Eric Chua para la división Queenstown. Melvin Yong es el actual miembro del Parlamento de Radin Mas SMC, Rachel Ong de la división Telok Blangah de West Coast GRC y Josephine Teo de la división Kreta Ayer-Kim Seng de Jalan Besar GRC. El área de planificación está supervisada por tres ayuntamientos, a saber, el Ayuntamiento de Tanjong Pagar (TPTC), el Ayuntamiento de la Costa Oeste (WCTC) y el Ayuntamiento de Jalan Besar (JBTC).
Bukit Merah está cubierto por dos Consejos de Desarrollo Comunitario (CDC), el Distrito Central de Singapur y el Distrito Sudoeste. Denise Phua es la actual alcaldesa de CDC Central y Low Yen Ling es el actual alcalde de CDC Suroeste.